# آنتونیو فرناندس (کماندار)
آنتونیو فرناندس (اسپانیایی: Antonio Fernández‎؛ زادهٔ ۱۲ ژوئن ۱۹۹۱) کماندار اهل اسپانیا است.
وی در مسابقات کشوری و بین‌المللی در مجموع برندهٔ ۱ مدال نقره شده‌است.